# 达沙尔特
达沙尔特，阿尔扎赫称卡林塔克，阿塞拜疆共和国舒沙区的一个村庄。该村在第一次纳戈尔诺-卡拉巴赫战争之后一直由未受广泛承认的阿尔扎赫共和国实际管辖，但在2020年納戈爾諾-卡拉巴赫戰爭中阿塞拜疆军队收复了该村。

## 地名语源
阿塞拜疆语地名“达沙尔特”（‎）和亚美尼亚语地名“卡林塔克”（Քարին Տակ）的含义都是岩石下方，指的是该村建立在于陡峭垂直的悬崖下方。而悬崖之上便是舒沙区的行政中心舒沙城。

## 历史
苏联暑期，该村隶属于纳戈尔诺-卡拉巴赫自治州舒沙区，主要居民是亚美尼亚族。第一次纳戈尔诺-卡拉巴赫战争期间，该村位于亚美尼亚和阿塞拜疆两国的交战区。1991年5月15日，该村被亚美尼亚军队占领，但该村正上方的舒沙仍是阿塞拜疆在卡拉巴赫山区的最后一个据点。1992年1月26日，阿塞拜疆国防部长迈赫迪耶夫率军曾从舒沙出发，以数十名士兵死亡的代价夺取了卡林塔克村:176,292。但最终，包括舒沙市和达沙尔特村在内的整个舒沙区均被亚美尼亚军队占领。卡林塔克成为宣布独立的纳戈尔诺-卡拉巴赫共和国（阿尔扎赫共和国）舒沙区的一部分。
2020年纳戈尔诺-卡拉巴赫战争期间，阿塞拜疆军队在2020年11月9日收复了该村，随后又收复了舒沙市。